# Kościół św. Jakuba Apostoła w Zabartowie
Kościół świętego Jakuba Apostoła w Zabartowie – rzymskokatolicki kościół parafialny należący do parafii pod tym samym wezwaniem (dekanat Mrocza diecezji bydgoskiej).
Jest to neogotycka, murowana, orientowana świątynia zbudowana na miejscu drewnianej w latach 1865-66 według planów inspektora budowlanego Fryderyka Wilhelma Koepke z Białośliwia. Budowla składa się z jednej nawy, od strony zachodniej znajduje się trzykondygnacyjna wieża, zwieńczona wysokim dachem namiotowym. Świątynia jest na zewnątrz oszkarpowana i ozdobiona jest schodkowymi szczytami. Kościół nakryty jest dachami siodłowymi, złozonymi z łupka. Wyposażenie budowli powstało głównie w XVII i XVIII wieku.